# Polycarp Pengo
Polycarp Pengo  (Mwazye, 5. kolovoza 1944.), tanzanski rimokatolički kardinal i nadbiskup Dar-es-Salaama.

## Životopis
Zaređen je za svećenika 1971. godine. Studirao je moralnu teologiju u Rimu, na Papinskom Lateranskom sveučilištu, doktorirao je 1977. godine. Kratko je predavao moralnu teologiju, a zatim je postao prvi rektor Bogoslovije Segerea 1983. godine. Postao je biskup Nachingwea 1983. godine i Tunduru-Masasia 1986. 
Godine 1990. bio je imenovan koadjutorom nadbiskupije u Dar-es-Salaamu, a 1992. postao je nadbiskupom Dar-es-Salaama nakon ostavke kardinala Laureana Rugambwa.
Papa Ivan Pavao II. u konzistoriji od 21. veljače 1998. godine proglasio je Polycarpa Pengoa kardinalom. Pengo je bio jedan od kardinala birača koji su sudjelovali u izboru Benedikta XVI. za papu kao i pape Franje. Član je odbora za evangelizaciju naroda, nauk vjere (kongregacija), međureligijski dijalog, kulturu (vijeća), vijeća za Afriku te je tajnik Biskupske sinode.
Za geslo ima Evo me Gospodine (lat. Ecce ego domine).

## Vanjske poveznice
- (engl.) Životopis kardinala na stranici catholic-pages.com  Arhivirana inačica izvorne stranice od 27. kolovoza 2006. (Wayback Machine)